# 前法典荷里活

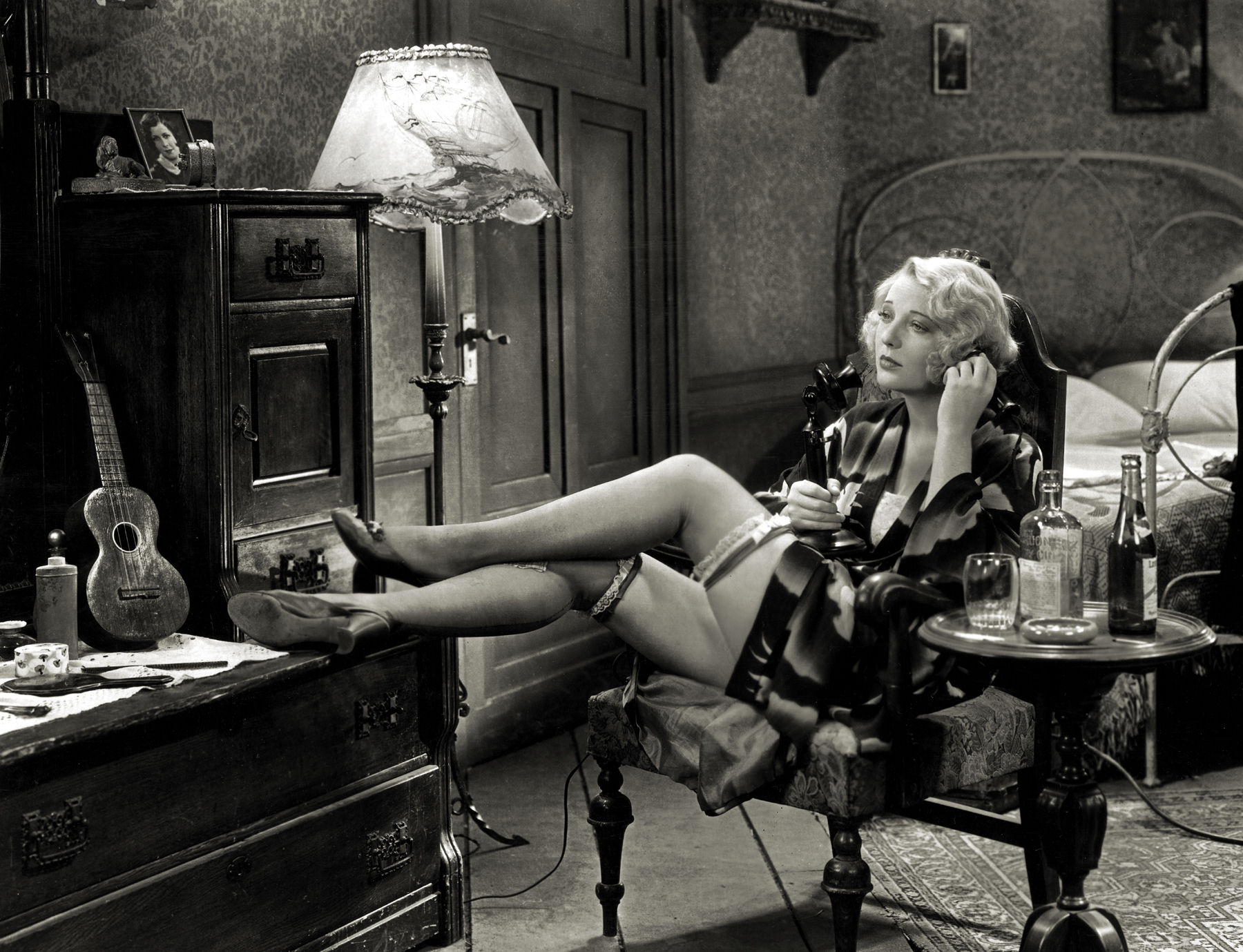
在這張1931年的宣傳照片中，多蘿西·瑪卡伊爾在電影《Safe in Hell》中扮演一名由秘書轉變成的妓女，該片是華納兄弟公司的前法典電影。

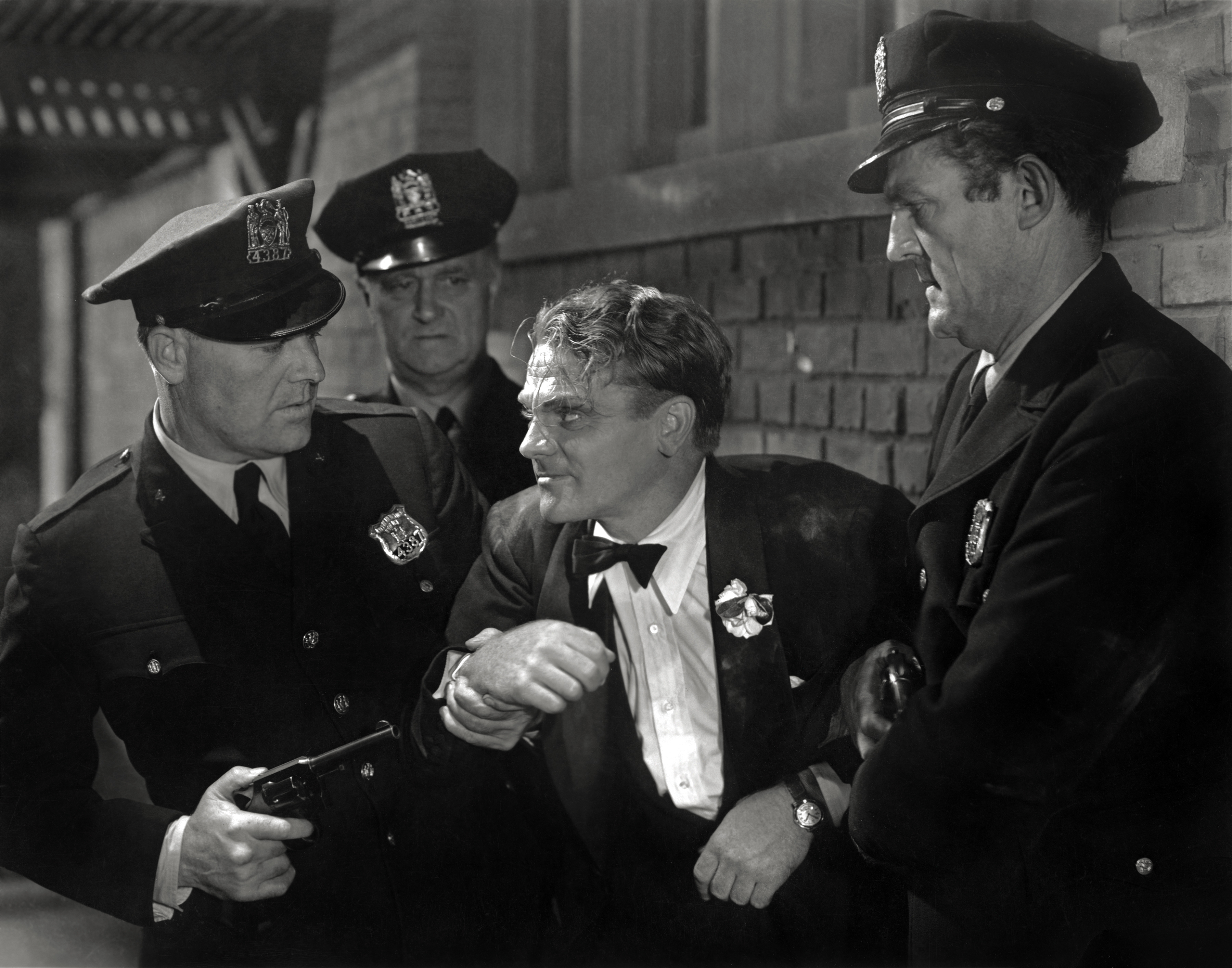
前法典電影《人民公敵》（1931年），能夠出現罪犯、反英雄主角。

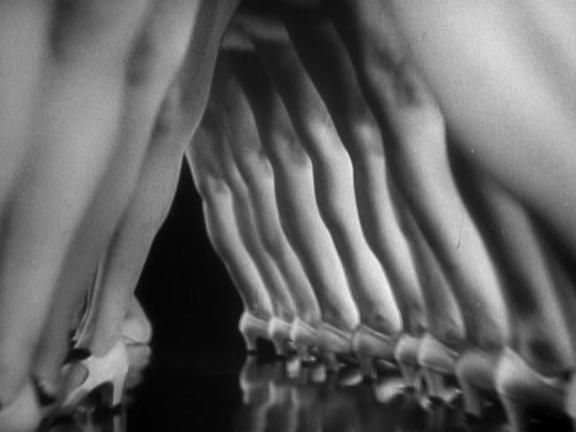
《42nd Street (film)》（1933年）內的電影對白已對海斯法典做出了讓步，但仍出現性感化的形象。

前法典荷里活（英語：Pre-Code Hollywood）是美國電影工業於1929年廣泛在電影中採用有聲，以及執行電影製作守則審查規範之間的短暫時代，該守則在1934年中期俗稱「海斯法典」（Hays Code）。雖然守則在1930年通過，但監督不力，直到1934年7月1日隨著法典執行局（PCA）的成立，守則才得到嚴格執行。在這之前，電影內容大多是受到地方法律、製片廠關系委員會（Studio Relations Committee，SRC）與主要製片廠之間的談判以及大眾輿論的限制，而不是嚴格遵守海斯法典，荷里活的電影製作人往往不理會海斯法典。
因此，1920年代末和1930年代初的一些電影會描述或隱含了性暗示、白人和黑人之間的愛情和性關系、輕度粗言穢語、非法使用毒品、濫交、賣淫、出軌、墮胎、激烈暴力和同性戀。惡毒的角色會從他們的行為中獲利，在某些情況下沒有發生重大後果。例如《人民公敵》、《小霸王》和《傷面人》等電影中的黑幫分子被許多人視為英雄而非邪惡角色。強勢的女性角色在《Female》、《Baby Face》和《Red-Headed Woman》等的前法典電影中無處不在。許多荷里活的大明星如奇勒·基寶、比提·戴維絲、芭芭拉·史坦威、瓊·布朗德爾和愛德華·羅賓遜都是在這個時代開始他們的生涯。然而，其他在這段時期表現出色的明星，如露絲·查特頓（她去了英國）和華倫·威廉（被稱為「前法典之王」，於1948年去世），卻在同一代人裡被大眾遺忘。
美國的羅馬天主教徒從1933年底開始發起了一場對抗他們認為美國電影傷風敗俗的運動，並在1934年的上半年不斷升級。再加上政府可能接管電影審查制度，以及社會研究似乎表明，被視為不道德的電影可能會助長不良行為，這些都足以迫使電影公司屈服，以加強監督。

## 外部連結
- The Motion Picture Production Code of 1930
- Pre-Code Film from Bright Lights Film Journal
- Sexual Classic Films at Filmsite.org （页面存档备份，存于）
- Pre-Code Film at the UCLA Film & Television Archive
- Turner Classic Movies （页面存档备份，存于）
- Let's Misbehave: A Tribute to Precode Hollywood （页面存档备份，存于）
- 9 Outrageous and Uncensored Pre-code Horror Films You Should See Now
- Pre-Code: Hollywood before the censors （页面存档备份，存于）
- Inside Facts of Stage and Screen, February 14, 1931[]